# Heinrich Häberlin

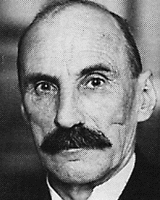
Heinrich Häberlin

Heinrich Häberlin (* 6. September 1868 in Weinfelden; † 26. Februar 1947 in Frauenfeld, heimatberechtigt in Bissegg und Frauenfeld) war ein Schweizer Politiker (FDP) und Richter. Ab 1904 war er Nationalrat, ab 1905 Mitglied des Grossen Rates des Kantons Thurgau. Vier Jahre lang präsidierte er die FDP-Fraktion in der Bundesversammlung. 1920 wurde er in den Bundesrat gewählt und leitete bis 1934 das Justiz- und Polizeidepartement. Häberlin hatte grossen Anteil an der Vereinheitlichung des Strafgesetzes. Prägend für seine Amtszeit waren insbesondere zwei vom Volk abgelehnte Gesetze zur Ausweitung des Staatsschutzes, die als Lex Häberlin I und II bekannt wurden. Sie sollten die bürgerlich-demokratische Staatsordnung vor extremistischen Einflüssen schützen, richteten sich aber im politischen Kontext der Zwischenkriegszeit vor allem gegen linke Gruppierungen.

## Biografie

### Familie, Studium und Beruf
Häberlin entstammte einer einflussreichen Thurgauer Familie, die mehrere liberale Politiker hervorbrachte. Sein Vater Friedrich Heinrich Häberlin war langjähriger Grossrat, Regierungsrat und Nationalrat. Sein Onkel Eduard Häberlin hatte in den 1860er Jahren derart viele unterschiedliche Mandate inne, dass die Opposition die als «System Häberlin» bezeichnete Ämterkumulation bekämpfte und schliesslich 1869 eine Verfassungsreform durchsetzte. Die Mutter Anna Gmünder stammte aus Herisau.
Die obligatorische Schulzeit verbrachte Häberlin in Weinfelden. Anschliessend besuchte er die Kantonsschule Frauenfeld, die er 1887 mit der Matura abschloss. Während seiner Schulzeit war er Mitglied in der Schülerverbindung Thurgovia. Er begann Rechtswissenschaft an der Universität Zürich zu studieren und setzte sein Studium an der Universität Leipzig sowie an der Humboldt-Universität in Berlin fort. Seine Doktorarbeit beendete er nicht, da ein anderer Student das gewählte Thema vor ihm zum Abschluss gebracht hatte. Häberlin erhielt 1891 das Patent als Rechtsanwalt und absolvierte ein kurzes Praktikum in Lausanne im Büro von Bundesrat Louis Ruchonnet. 1892 eröffnete er in Weinfelden seine eigene Anwaltskanzlei, die er zwei Jahre später in die Kantonshauptstadt Frauenfeld verlegte. Nach kurzer Zeit als Gerichtsschreiber in Bischofszell präsidierte er von 1899 bis 1920 das Bezirksgericht Frauenfeld.
Während seines Aufenthalts in Lausanne lernte er Paula Freyenmuth kennen, die Tochter eines Frauenfelder Baumeisters. Sie heirateten im Jahr 1897 und hatten zusammen zwei Kinder. Im Militär hatte Häberlin den Rang eines Obersten und kommandierte im Ersten Weltkrieg ein Infanterie-Regiment. Sein 1899 geborener Sohn Fritz Häberlin amtierte Mitte des 20. Jahrhunderts über 25 Jahre lang als Bundesrichter.

### Kantons- und Bundespolitik
Um die Jahrhundertwende wandte sich Häberlin der Politik zu. Er kandidierte mit Erfolg bei einer Nachwahl und gehörte anschliessend bis 1920 dem Nationalrat an. In den Jahren 1914 bis 1918 war er Vorsitzender der FDP-Fraktion. Engagiert setzte er sich gegen das Proporzwahlrecht ein, musste aber 1919 in dieser Sache eine endgültige Niederlage hinnehmen. 1918/19 war er Nationalratspräsident, von 1911 bis 1920 Mitglied des Zentralkomitees der gesamtschweizerischen FDP. Parallel zu seinen politischen Aktivitäten auf nationaler Ebene war Häberlin auch im Kanton Thurgau tätig. 1905 erfolgte die Wahl in den Thurgauer Grossen Rat, dem er 15 Jahre lang angehörte. Zweimal amtierte er als Grossratspräsident (1909/10 und 1915/16). Darüber hinaus präsidierte er von 1908 bis 1915 die Thurgauer FDP-Kantonalpartei.
Im Januar 1920 erklärte Bundesrat Felix Calonder seinen Rücktritt. Dass sein Nachfolger ein Ostschweizer sein würde, war unbestritten. Der zunächst favorisierte St. Galler Nationalrat Robert Forrer lehnte eine Kandidatur aus gesundheitlichen Gründen ab. Albert Mächler, ein weiterer St. Galler Nationalrat, war ebenfalls im Gespräch gewesen, rechnete sich aber keine Chancen aus. Daraufhin entschied sich die Fraktion einstimmig, Häberlin zu nominieren. Bei der Bundesratswahl am 12. Februar 1920 erhielt er im ersten Wahlgang 124 von 159 gültigen Stimmen. Auf Johannes Baumann, den Ständerat von Appenzell Ausserrhoden, entfielen 13 Stimmen, auf weitere Personen 20 Stimmen. Die sozialdemokratische Fraktion enthielt sich geschlossen der Stimme und legte leer ein.

### Bundesrat
Häberlin trat sein neues Amt umgehend an und übernahm das Justiz- und Polizeidepartement. Seine Aufgabe bestand im Wesentlichen darin, verschiedene Reformen in der Gesetzgebung zu betreuen. Dazu gehören das Militärstrafgesetz (1927), das Gesetz über die Verwaltungsrechtspflege (1928), das Enteignungsgesetz (1930) und die Revision der handelsrechtlichen Bestimmungen im Obligationenrecht. Am nachhaltigsten war sein Einfluss bei der Vereinheitlichung des Strafrechts: Nicht mehr das Verbrechen allein sollte im Mittelpunkt stehen, neu sollte auch die Persönlichkeit des Täters in die Urteilsfindung miteinbezogen werden. Zu diesem Zweck sollten wissenschaftliche Strafrechtserkenntnisse möglichst weitgehend in die Praxis umgesetzt werden. Häberlins Nachfolger Johannes Baumann vollendete das Werk, das 1942, vier Jahre nach gewonnener Volksabstimmung, in Kraft trat. In den Jahren 1926 und 1931 amtierte Häberlin als Bundespräsident.
Nach dem Landesstreik von 1918 prägte eine zunehmende Polarisierung der Parteienlandschaft die Schweizer Politik. Unter dem Eindruck wachsender kommunistischer und sozialistischer Agitation strebten die bürgerlichen Parteien einen verstärkten Staatsschutz nach innen an. Der Staat sollte Rechtsmittel erhalten, gegen sozialistische Propaganda, Agitation und Massenstreiks vorzugehen; ausserdem sollte die pazifistische Propaganda in der Armee unterbunden werden. Die vom Parlament verabschiedete Vorlage hiess offiziell «Bundesgesetz betreffend Abänderung des Bundesstrafrechts vom 4. Februar 1853 in Bezug auf Verbrechen gegen die verfassungsmässige Ordnung und innere Sicherheit und in Bezug auf die Einführung des bedingten Strafvollzugs», wurde aber überwiegend als «Lex Häberlin» oder «Umsturzgesetz» bezeichnet. Die Arbeiterorganisationen brachten ein Referendum zustande. In der äusserst polemisch geführten Kampagne wurde Häberlin zum Hauptfeind der Sozialdemokratie hochstilisiert. Am 24. September 1922 lehnte das Volk die Vorlage mit 55,4 % Nein-Stimmen ab.
Eine weitere Abstimmungsniederlage musste Häberlin fünf Jahre später hinnehmen. Am 15. Mai 1927 lehnte das Volk das «Bundesgesetz über den Automobil- und Fahrradverkehr» mit 59,9 % Nein-Stimmen deutlich ab. Enttäuscht über die Ablehnung der Vorlage, die eine Rechtsvereinheitlichung im Strassenverkehr gebracht hätte, beklagte sich Häberlin über das mangelnde Vertrauen in seine Behörden und den «Kantönligeist». Er dachte ernsthaft über einen Rücktritt nach, liess sich aber von seinen Parteifreunden zum Weitermachen überreden. Die Neuauflage des Strassenverkehrsgesetzes brachte er 1932 durch, nachdem ein Referendum dagegen nicht zustande gekommen war.
Zu Beginn der 1930er Jahre spitze sich die Situation an den politischen Extremen wieder zu. Am 9. November 1932 wurden in Genf 13 Teilnehmer einer antifaschistischen Protestkundgebung durch Soldaten erschossen, unter dem Eindruck der Machtergreifung in Deutschland im Januar 1933 kam es im «Frontenfrühling» zu einem vorübergehenden Aufschwung rechtsextremer Gruppierungen. Häberlin sträubte sich zunächst gegen eine Neuauflage des Staatsschutzgesetzes von 1922, versuchte dann aber, die Sozialdemokraten für die Sache zu gewinnen. Als bei den parlamentarischen Beratungen zum «Bundesgesetz zum Schutz der öffentlichen Ordnung» die bürgerlichen Parteien mehrere Verschärfungsanträge durchbrachten, stellten sich die Linken gegen die Vorlage und ergriffen das Referendum. Das auch als «Lex Häberlin II» bezeichnete Gesetz scheiterte in der Volksabstimmung vom 11. März 1934 mit 53,8 % Nein.

### Weitere Tätigkeiten
Einen Tag nach der Abstimmungsniederlage erklärte Häberlin seinen Rücktritt, dieser erfolgte am 30. April 1934. Ein weiterer Grund für seine Amtsmüdigkeit waren die andauernden Streitereien zwischen seinen Bundesratskollegen Edmund Schulthess und Jean-Marie Musy gewesen. Häberlin wirkte anschliessend in zahlreichen Organisationen. Seit 1924 war er Präsident des Stiftungsrates von Pro Juventute gewesen. In dieser Funktion, die er bis 1937 innehatte, half er mit, die Verfolgung der Jenischen zu propagieren. In einer Broschüre der Organisation Kinder der Landstrasse bezeichnete er 1927 die «Korberfamilien» als einen «dunklen Fleck in unserm auf seine Kulturordnung so stolzen Schweizerlande», den es beseitigen gelte. Als Bundesrat war er dafür besorgt gewesen, dass für diese gezielt gegen eine Minderheit gerichtete Aktion Bundessubventionen bewilligt wurden.
Von 1921 bis zu seinem Tod präsidierte Häberlin die Ulrico-Hoepli-Stiftung, von 1939 bis 1944 die Kulturstiftung Pro Helvetia und von 1936 bis 1946 die Eidgenössische Natur- und Heimatschutzkommission. Ausserdem sass er im Verwaltungsrat der Schweizerischen Unfallversicherungsanstalt. 1930 erhielt er von der juristischen Fakultät der Universität Basel den Ehrendoktortitel. Häberlin trat 1937/38 nochmals politisch in Erscheinung, als er sich für das neue, von ihm lancierte Strafgesetz sowie für das Rätoromanische als vierte Landessprache einsetzte. Am 26. Februar 1947 starb er im Alter von 78 Jahren.